# Rebecca Frassini
Rebecca Frassini, née le 24 novembre 1988 à Calcinate (Italie), est une femme politique italienne.

## Biographie
Rebecca Frassini naît le 24 novembre 1988 à Calcinate.
Elle est conseillère municipale de San Paolo d'Argon depuis 2016.
Elle est élue députée de la Ligue du Nord lors des élections générales de 2018 et est membre de la 5e commission Budget, Trésorerie et Programmation et, depuis 2019, membre suppléante de la commission de Surveillance des dépôts et des crédits de trésorerie.